# جوزف ای. رایت
جوزف ای. رایت (به انگلیسی: Joseph A. Wright) سناتور سابق عضو حزب دموکرات ایالات متحده آمریکا بود. وی در سال ۱۸۶۲ تا ۱۸۶۳ میلادی سناتور ایالت ایندیانا در سنای ایالات متحده آمریکا بود.